# Japansk tjurhuvudhaj
Japansk tjurhuvudhaj (Heterodontus japonicus) är en haj som finns i nordvästra Stilla havet. Familjen är mycket gammal, och går nästan tillbaka till början av mesozoikum.

## Utseende
En ganska liten, kraftigt byggd haj med stort, trubbigt huvud, liten mun och höga men korta åsar ovanför ögonen. Som alla tjurhuvudhajar har den två typer av tänder: Framtänderna är små, med flera korta spetsar för att hålla fast bytet, de bakre utgörs av stora, flata plattor avsedda att krossa det. Kroppen är gulbrun till brun, med omkring 12 oregelbundna, mörka tvärband som kan anta sadelliknande form. Mellan ögonen har den ett ljust band, och under varje öga finns en mörk fläck, som dock kan vara otydlig hos stora individer. Ungfiskarna har livligare färger. Som mest kan arten (sällsynt) bli 237 cm lång, men når i regel inte över 165 cm. Den påminner om zebratjurhuvudhajen (Heterodontus zebra), men har bredare tvärband och mörkare grundfärg än denna.

## Vanor
Den japanska tjurhuvudhajen är en bottenfisk som finns på djup mellan 6 och 37 m över rev och klippiga, tångbevuxna bottnar. Den är en långsam simmare som gärna "promenerar" på bottnen med hjälp av sina pariga fenor. Födan består av kräftdjur, blötdjur, sjögurkor och småfisk. Arten kan sträcka fram munnen för att fånga byte.

### Fortplantning
Hanen blir könsmogen vid en längd omkring 69 cm. Arten är äggläggande med inre befruktning. Mellan mars och september (mars till april i Japan) lägger honan ägg. De läggs i par, mellan 6 och 12 gånger, på ett djup av 8 till 9 m i grottor eller bland tång. Det förekommer att flera honor använder samma äggläggningsplatser. Äggen kläcks efter omkring ett år, och ungarna är ungefär 18 cm långa när de kläcks.

## Utbredning
Den japanska tjurhuvudhajen finns i nordvästra Stilla havet från Japan och Korea över norra Kina till Taiwan.

## Status
Arten är inte föremål för något målinriktat fiske. Den tas emellertid ändå som bifångst i sitt utbredningsområde. De inre farvattnen vid norra Japan är dessutom förorenade, och arten har utsatts för habitatsförlust. Omfattande algdöd förekommer dessutom i artens utbredningsområde, något som i sin tur hotar de sjögurkor som anses som en viktig föda för arten. Arten är emellertid vanlig, och man har inte kunnat konstatera någon populationsnedgång för den, och IUCN har därför klassificerat den som livskraftig ("LC"). Man rekommenderar dock att arten övervakas.